# Chongita
La chongita és un mineral de la classe dels fosfats que pertany al grup de la hureaulita. Rep el nom en honor de Guillermo Chong Díaz (nascut el 1936), destacat acadèmic i geòleg xilè, la recerca del qual s'ha centrat en gran manera al desert d'Atacama.

## Característiques
La chongita és un arsenat de fórmula química Ca₃Mg₂(AsO₃OH)₂(AsO₄)₂(H₂O)₄. Va ser aprovada com a espècie vàlida per l'Associació Mineralògica Internacional l'any 2015, sent publicada per primera vegada el 2016. Cristal·litza en el sistema monoclínic. La seva duresa a l'escala de Mohs és 3,5.
Els exemplars que van servir per a determinar l'espècie, el que es coneix com a material tipus, es troben conservats a les col·leccions mineralògiques del Museu d'Història Natural del Comtat de Los Angeles, a Los Angeles (Califòrnia) amb el número de catàleg: 65585, 65586 i 65587.

## Formació i jaciments
Va ser descoberta a la mina Torrecillas, a Salar Grande, dins la província d'Iquique (Tarapacá, Xile). També ha estat descrita a la mina Giftgrube, a Sainte-Marie-aux-Mines (Gran Est, França), i a Jáchymov, a la regió de Karlovy Vary (República Txeca). Aquests tres indrets són els únics de tot el planeta on ha estat descrita aquesta espècie mineral.